# Bomber

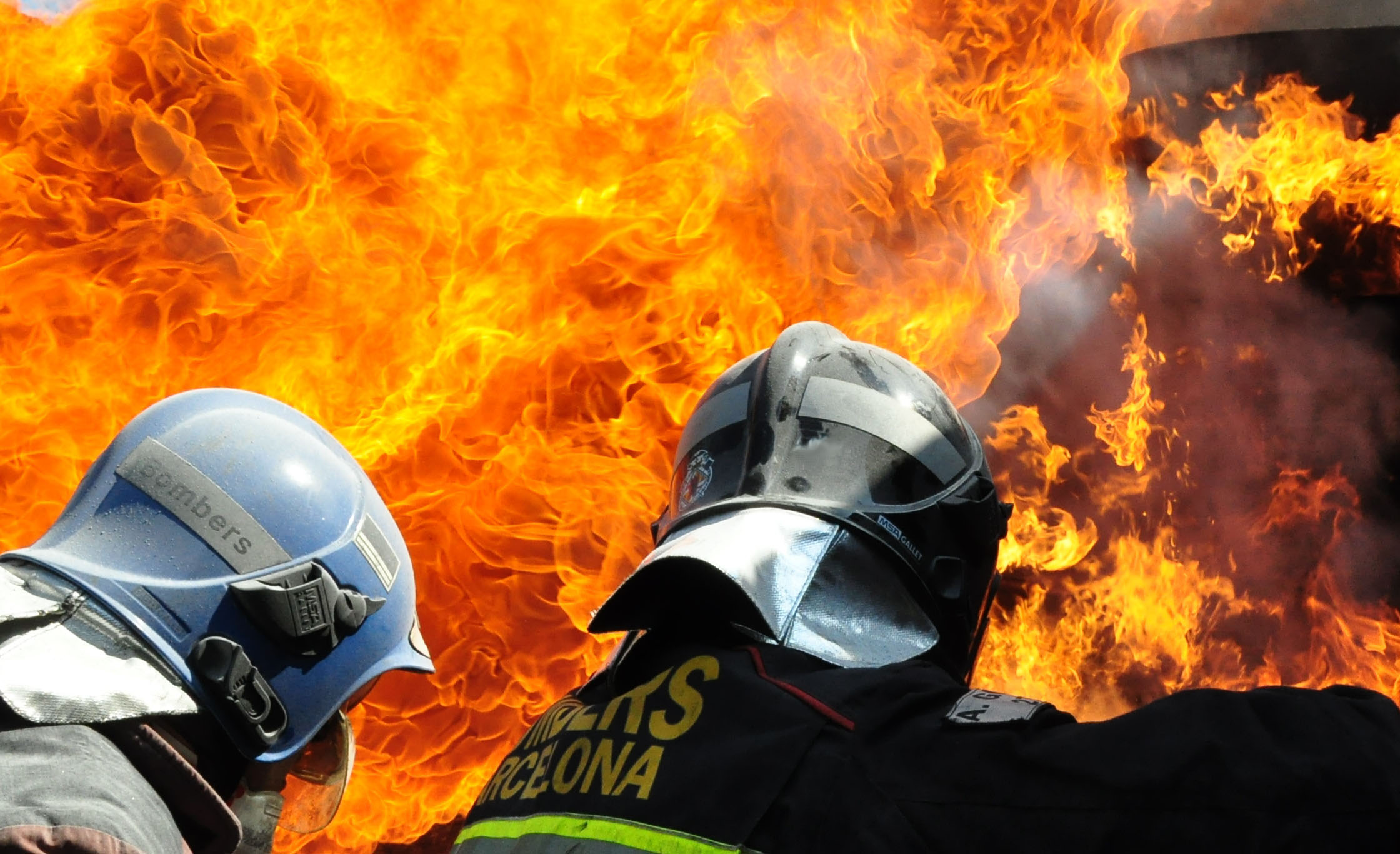
Sergent de Bombers de la Generalitat de Catalunya (monitor) i bomber de Barcelona (en pràctiques)

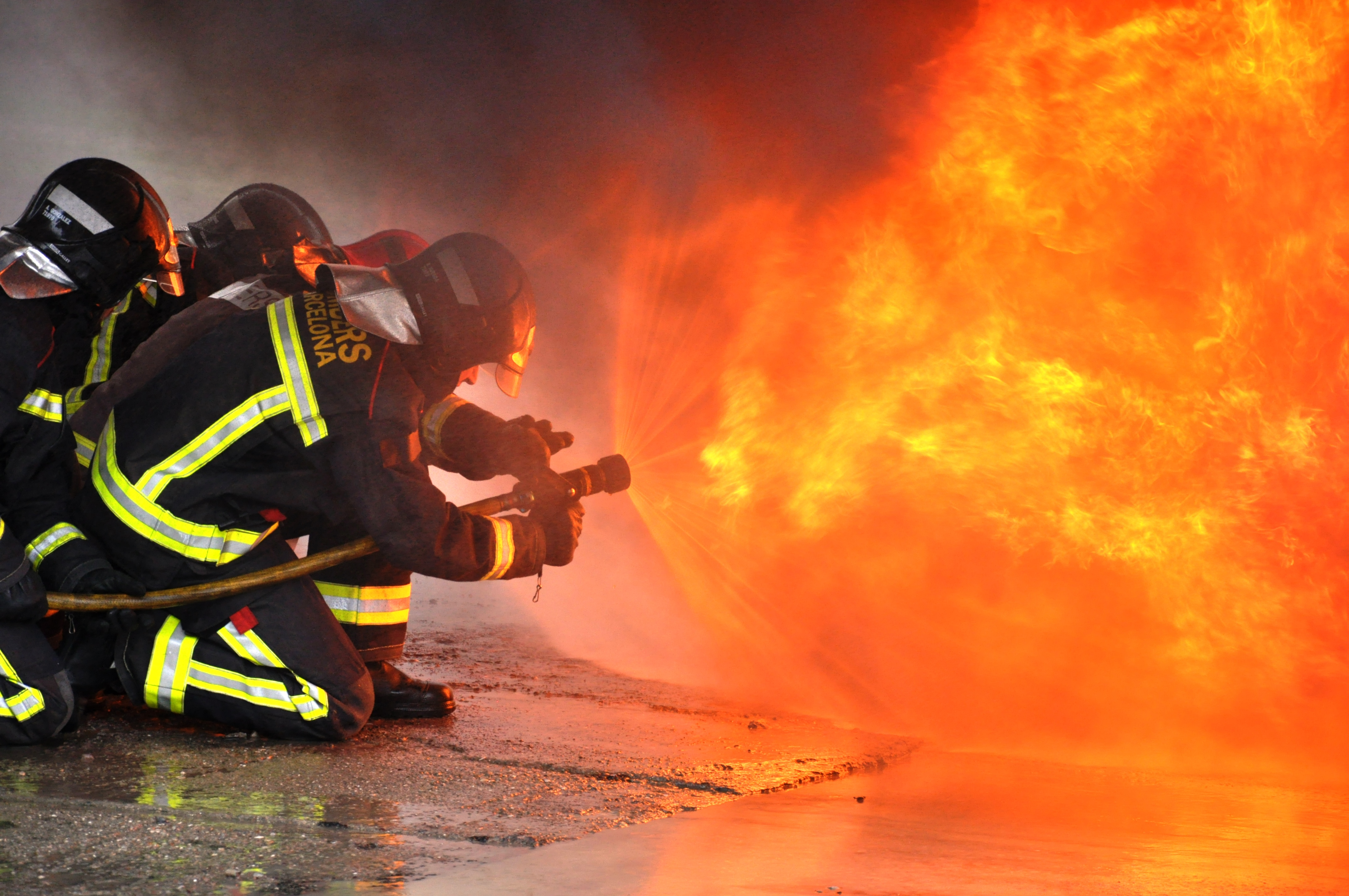
Pràctiques d'extinció d'incendis

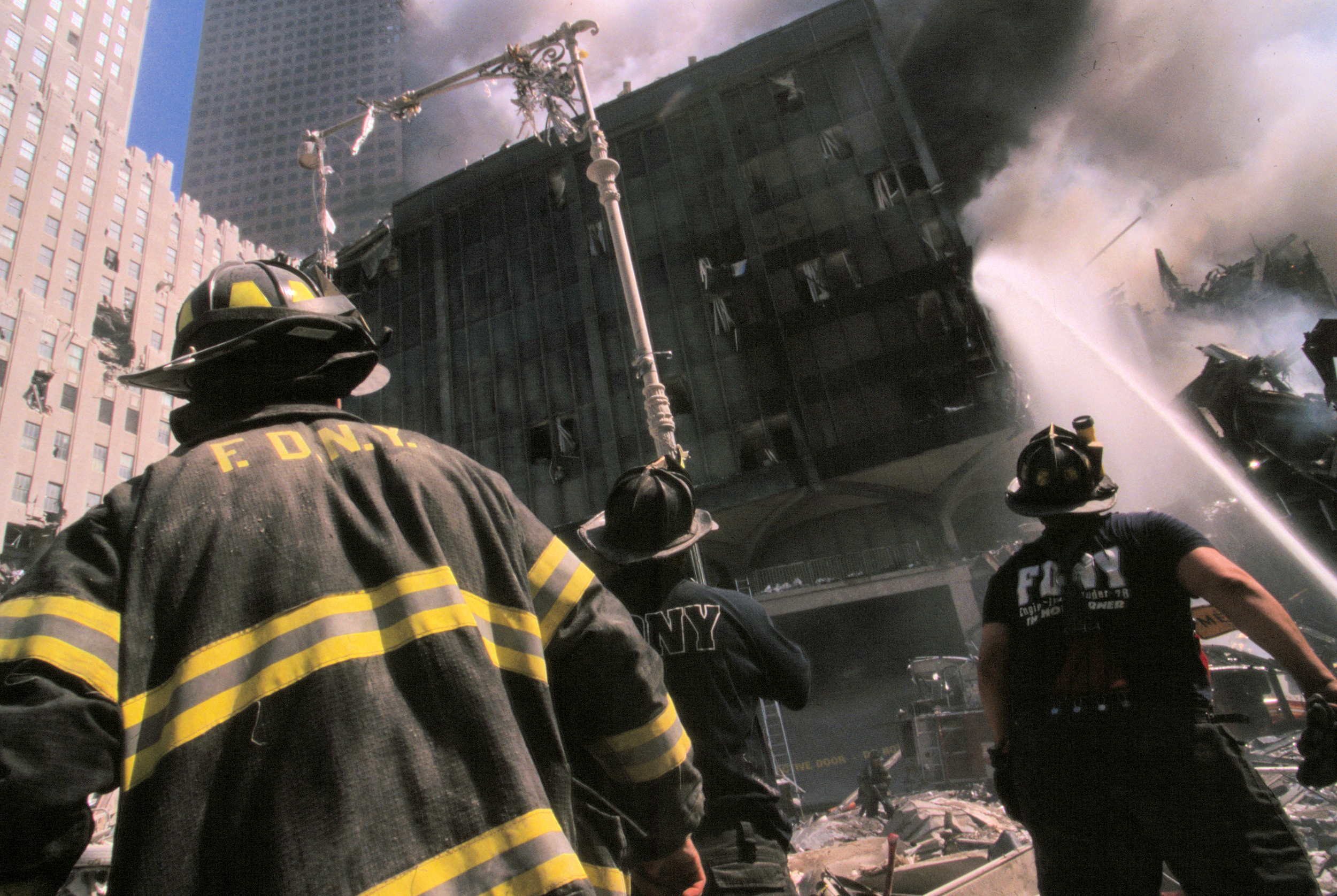
Bombers de Nova York a la zona 0 l'11 de setembre de 2001

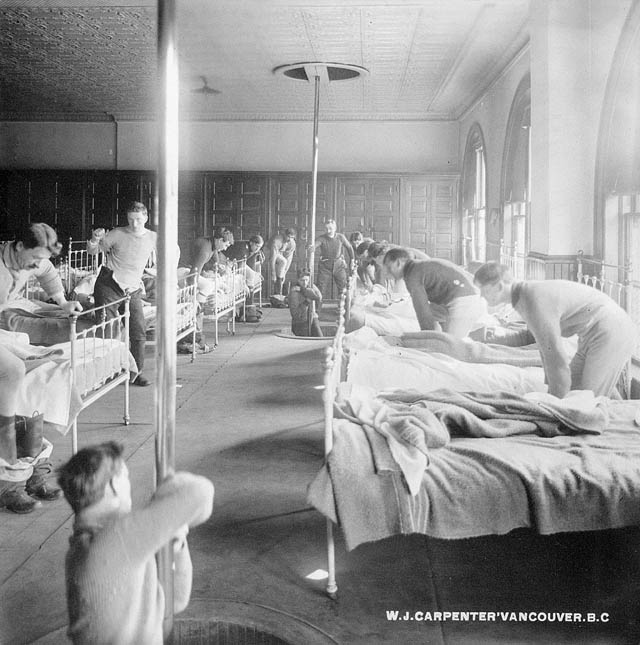
Bombers de Vancouver, Canadà, mobilitzats per una alarma, el 1910

Un bomber o una bombera és una persona que forma part d'un cos organitzat per a prevenir i extingir incendis i per a dur a terme diverses tasques de salvament. És un membre de l'escala bàsica d'un cos de bombers, inferior jeràrquicament al caporal. El bomber ha d'estar capacitat per a dur les tasques d'extinció d'incendis i salvaments amb una formació i un entrenament específics. Per a prevenir els danys que poden generar els riscos a què s'ha d'enfrontar, ha d'estar equipat amb els equips de protecció individuals corresponents.

## Tipus de bombers
- Bomber professional: bomber que pertany a un cos de bombers de l'administració pública. Inclou els bombers militars.[4]
- Bomber voluntari: bomber que de forma altruista presta servei a un cos de bombers de l'administració pública.
- Bomber d'empresa: bomber que treballa per a una empresa.

A Catalunya tots ells han de superar el curs de formació corresponent a l'Escola de Bombers i Protecció Civil de Catalunya, situada a Mollet del Vallès, tret dels bombers d'AENA (aeroportuaris).

## Escala
L'extinció d'incendis i els salvaments són unes funcions materials, però altament tecnificades, la direcció i l'execució de les quals s'han de portar a terme amb perfecta claredat, tant pel que fa als criteris com pel que fa a les ordres transmeses. Per això, no hi pot haver ni improvisació ni desconcert i la jerarquització pot arribar a ser més operativa que la coordinació. Els galons distingeixen les diferents categories dels bombers, i s'han de dur al vestuari (casc, jaqueta d'intervenció, jersei, ...).
El cos de bombers de la Generalitat s'estructura en quatre escales: la superior (inspector), l'executiva (sotsinspector), la tècnica (oficial, sergent, caporal i bomber de 1ª) i la bàsica (bomber).
Les categories del cos de bombers de Barcelona són: tècnic superior, tècnic mitjà, tècnic mitjà d'infermeria, sotsoficial, sergent, caporal i bomber.
Les categories dels bombers de Mallorca són: cap del Servei, oficial/tècnic, sots-oficial, sergent, caporal i bomber-conductor.
Al Consorci Provincial de Bombers de València les categories són: inspector, oficial, sotsoficial, sergent, caporal i bomber-conductor.
A la Catalunya del Nord les categories de bomber són: oficials (controlador general, coronel fora de classe, coronel, tinent coronel, tinent de 1ª, tinent de 2ª), sots-oficial (ajudant, sergent), homes de rang (caporal mestre, caporal i bomber).

## Equip de protecció individual
Per a la seva autoprotecció, el bomber ha d'anar equipat amb l'equip de protecció individual (EPI) adient al servei que va a efectuar. Els EPI varien en funció del tipus de servei: incendi urbà, incendi forestal, rescat urbà, rescat aquàtic, risc químic (NBQ), treballs amb líquids, i pluja i vent. Els principals EPI són:
- casc d'intervenció: de material plàstic resistent i dielèctric, amb pantalla de protecció visual i protector de clatell. Pot portar incorporades una o dues llanternes. El seu color identifica la categoria del bomber, que varia segons el cos de bombers. Ha de dur l'escut institucional a la part davantera i galons a ambdós costats.[8]
- jaqueta d'intervenció: de fibres especials tipus aramida de protecció tèrmica. Amb bandes reflectores per a la seva visibilitat a la foscor. A l'esquena hi té serigrafiat el nom del cos de bombers.[8]
- sobrepantalons d'intervenció: de fibres especials tipus aramida de protecció tèrmica. Amb bandes reflectores per a la seva visibilitat a la foscor.[8]
- botes d'intervenció de cuir: amb plantilla i puntera metàl·lica. Han de cobrir més de mitja cama.[8]
- guants d'intervenció: de fibres especials tipus aramida i amb folre de protecció tèrmica.[8]
- llanterna
- equip de respiració autònom (ERA): amb ampolla d'aire a 200 ó 300 atmosferes, regulador de pressió, màscara, espatllera,[15] i unitat de control integral (ICU).[16]
- emissora portàtil: a Catalunya està integrada a la xarxa Rescat.[17]

## Història dels bombers a Catalunya
L'any 1833 l'Ajuntament de Barcelona fundà el Cos de Bombers, però estava mancat de medis i professionalitat. El 1934 la Milícia Nacional creà un batalló de sapadors-bombers a Barcelona, amb 5 quarters. El 1835 es fundà, per iniciativa privada, la Mutua de Propietarios que donà servei i protecció als propietaris que contractaven la seva assegurança. La revolta de 1835 i el bombardeig d'Espartero de 1842 van fer augmentar la necessitat d'aquest servei a la ciutat. La Mutua disposava d'un cos de bombers propi, dotat amb les primeres bombes extintores de Barcelona i personal voluntari que donaria origen al Cos de Bombers de l'Ajuntament, al qual fou cedit l'any 1865.
Fins a l'any 1980 els serveis d'extinció d'incendis a Catalunya era una competència de les diputacions provincials i dels ajuntaments. El 27 de juny de 1980 es va crear, mitjançant decret, la Direcció General de Prevenció, Extinció d'Incendis i Salvaments. El març de 1983 es va inaugurar la seu central dels Bombers de la Generalitat de Catalunya en les instal·lacions de Bellaterra. Aquell mateix any va sortir la primera promoció de 50 bombers formats al servei.